# Brownstown (Indiana)
Brownstown és una població dels Estats Units a l'estat d'Indiana. Segons el cens del 2000 tenia 2.978 habitants.

## Demografia
Segons el cens del 2000, Brownstown tenia 2.978 habitants, 1.168 habitatges, i 805 famílies. La densitat de població era de 804,1 habitants per km².
Dels 1.168 habitatges en un 34,6% hi vivien nens de menys de 18 anys, en un 49,7% hi vivien parelles casades, en un 16,4% dones solteres, i en un 31% no eren unitats familiars. En el 28% dels habitatges hi vivien persones soles el 14% de les quals corresponia a persones de 65 anys o més que vivien soles. El nombre mitjà de persones vivint en cada habitatge era de 2,43 i el nombre mitjà de persones que vivien en cada família era de 2,96.
Per edats la població es repartia de la següent manera: un 26,8% tenia menys de 18 anys, un 8,8% entre 18 i 24, un 27,8% entre 25 i 44, un 19,4% de 45 a 60 i un 17,3% 65 anys o més.
L'edat mediana era de 36 anys. Per cada 100 dones de 18 o més anys hi havia 76,7 homes.
La renda mediana per habitatge era de 35.000 $ i la renda mediana per família de 39.044 $. Els homes tenien una renda mediana de 27.984 $ mentre que les dones 21.503 $. La renda per capita de la població era de 15.525 $. Entorn del 8,9% de les famílies i l'11,7% de la població estaven per davall del llindar de pobresa.

## Poblacions més properes
El següent diagrama mostra les poblacions més properes.